# Ghislaine Landry
Pour les articles homonymes, voir Landry.

b Matchs officiels uniquement.
Dernière mise à jour le 18 août 2016.
Ghislaine Landry est une joueuse canadienne de rugby à sept née le 27 avril 1988 à Toronto. Elle a remporté avec l'équipe du Canada la médaille de bronze du tournoi féminin des Jeux olympiques d'été de 2016 à Rio de Janeiro.

## Biographie
Fille de Peter et Mary Ann Landry, elle pratique le rugby à XV à l'école, suivant l'exemple de sa sœur aînée Alexie. Vers sa quinzième année, elle fait ses débuts en rugby à sept.
En rugby à XV, elle est désignée débutante de l'année de la Sport interuniversitaire canadien (SIC) (CIS Rookie of the Year), avec l'université Saint-Francis-Xavier en 2006. Elle obtient deux titres de joueuse de l'année, CIS Player of the Year, en 2007 et 2008, remportant le championnat en 2006.
C'est en 2011 qu'elle fait ses débuts avec la sélection canadienne de rugby à sept, lors du tournoi de Las Vegas. Elle joue alors l'ensemble des tournois internationaux de son équipe et de celle de rugby à XV. En janvier 2012, elle est nommée joueuse canadienne de rugby à sept de l'année.
Elle participe à la première édition de la World Rugby Women's Sevens Series, disputée en quatre étapes, et remportée par la Nouvelle-Zélande, le Canada terminant troisième. Avec celle-ci, Landry termine à la deuxième place de la coupe du monde 2013, celle-ci étant battue en finale par la Nouvelle-Zélande sur le score de 29 à 12, Landry inscrivant l'un des deux essais des canadiennes. Elle termine à la deuxième place des points marqués avec 37 points, dont sept essais. En septembre, elle fait partie du programme canadien dont les objectifs sont la prochaine saison , les Jeux panaméricains 2015 de Toronto et enfin les Jeux olympiques de Rio de Janeiro. 24 femmes bénéficient de ce programme qui octroie 1 500 dollars canadien pour une athlète dite sénior, contre 900 à une athlète en développement.
Blessée lors du tournoi sur invitation de Hong-kong, elle manque l'étape chinoise avant de faire son retour pour l'étape d'Amsterdam de la World Rugby Women's Sevens Series 2013-214. Le Canada termine de nouveau troisième de cette compétition, disputée sur cinq tournois.
Lors de la troisième édition de celle-ci, le Canada remporte pour la première fois un tournoi, le dernier de la saison à Amsterdam, en s'imposant face à l'Australie sur le score de 20 à 17. Le Canada termine deuxième, derrière la Nouvelle-Zélande, et Landry termine à la première place du classement des points marqués avec un total de 297. 
La sélection canadienne remporte la première compétition de rugby à sept de l'histoire des Jeux panaméricains, lors de l'édition 2015 de Toronto, en battant en finale l'équipe américaine sur le score de 55 à 7.
Lors de la dernière étape de la World Rugby Women's Sevens Series, disputée en France, elle inscrit l'un des quatre essais en finale face à l'Australie, le Canada remportant le deuxième titre de son histoire. Le Canada termine à la troisième place, et Landry termine de nouveau à la première place des marqueuses avec 158 points,. Après cette saison 2015-2016, elle occupe la deuxième place au classement des points marqués, avec 575 contre 595 à la Néo-zélandaise Portia Woodman. Elle est aussi quatrième du nombre d'essai avec 74 et deuxième du nombre de transformation avec 101.
Lors du tournoi olympique, le Canada termine deuxième de sa poule après deux victoires et une défaite, contre la Grande-Bretagne. En quart de finale, elle inscrit le troisième essai lors de la victoire des Canadiennes 15 à 5 face aux Françaises,. Elles s'inclinent ensuite en demi-finale face aux Australiennes. Lors de la finale pour la troisième place, où le Canada retrouve la Grande-Bretagne, elle inscrit 18 points, deux essais et quatre transformations, lors de la  victoire 33 à 10 pour obtenir la médaille de bronze.
Elle est sortie en tant que lesbienne en 2006 et s'est mariée avec son partenaire en 2018,.